# 松川渓谷温泉
松川渓谷温泉（まつかわけいこくおんせん）は、長野県上高井郡高山村（旧国信濃国）の信州高山温泉郷の温泉の一つ。

## 概要
- 泉温55℃。成分は単純温泉、カルシウム・ナトリウム硫酸塩・塩化物泉。湯色は無色透明。効能：神経痛、リウマチ、胃腸症、皮膚病、婦人病、筋肉痛、動脈硬化、アトピー性皮膚炎
- 旅館は1軒のみで日帰り入浴も可。混浴露天風呂あり。

## 住所
長野県上高井郡高山村奥山田3681-377

## アクセス
- 自動車：上信越自動車道須坂長野東ICまたは小布施スマートIC
- 鉄道：長野電鉄長野線・河東線：須坂駅よりタクシー約30分

## 周辺観光スポット
- 山田温泉キッズスノーパーク（山田温泉スキー場）
- YAMABOKUワイルドスノーパーク（山田牧場スキー場）
- 山田温泉
- 五色温泉
- 七味温泉
- 松川渓谷
- 雷滝
- 八滝
- 福島正則屋敷跡
- 歴史公園信州高山一茶ゆかりの里一茶館

## 参考
- 信州高山温泉郷観光協会パンフレット